# Matthias-Erzberger-Haus

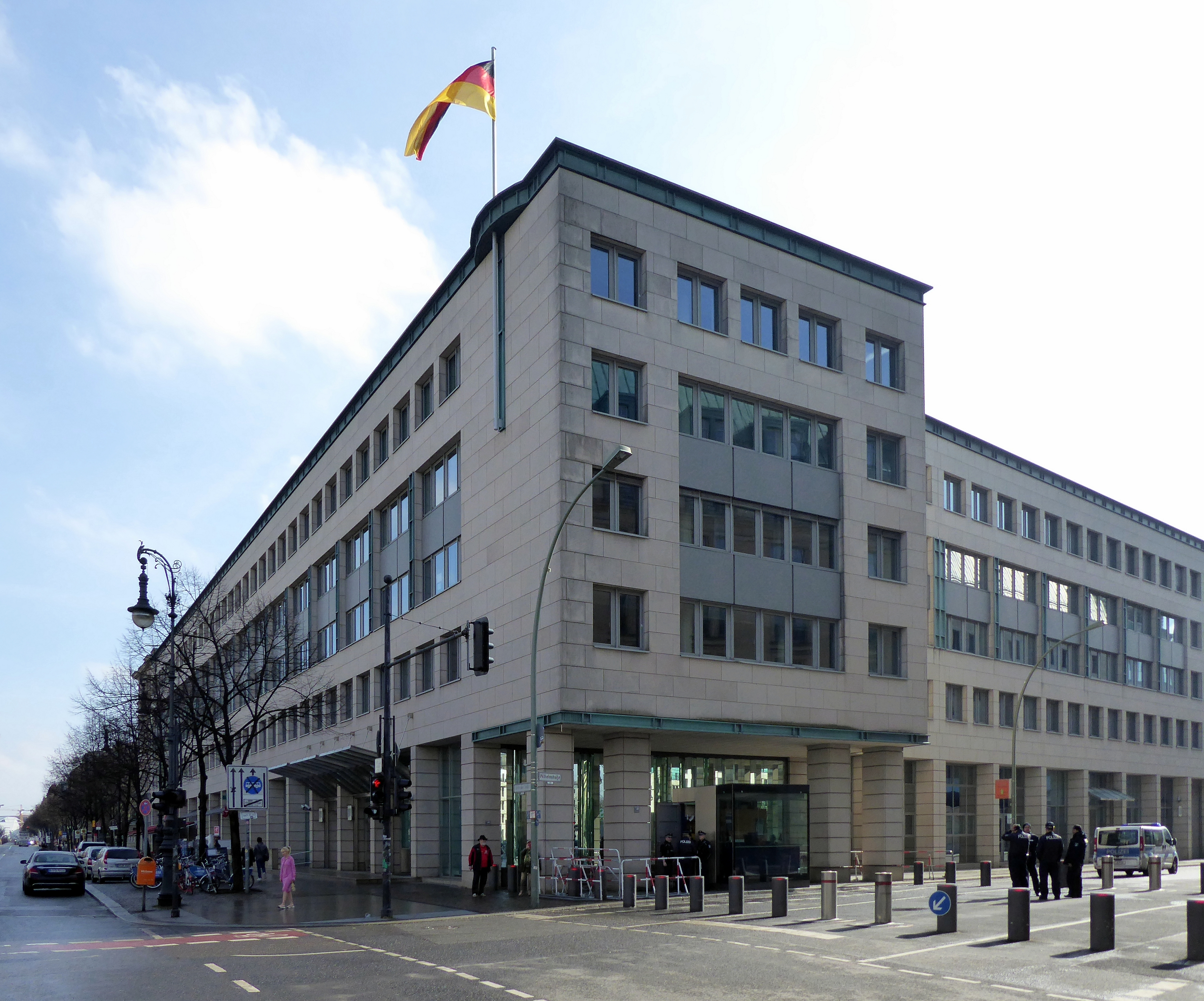
Matthias-Erzberger-Haus in Berlin-Mitte, Unter den Linden 71, 2018

Das Matthias-Erzberger-Haus ist ein Bürogebäude des Deutschen Bundestags in Berlin. Das Gebäude mit der Hausnummer 71 befindet sich Unter den Linden, an der Kreuzung zur Wilhelmstraße in der Dorotheenstadt im Ortsteil Mitte. Es ist nach Matthias Erzberger (1875–1921) benannt, einem führenden Politiker der Zentrumspartei in der Weimarer Republik.

## Geschichte

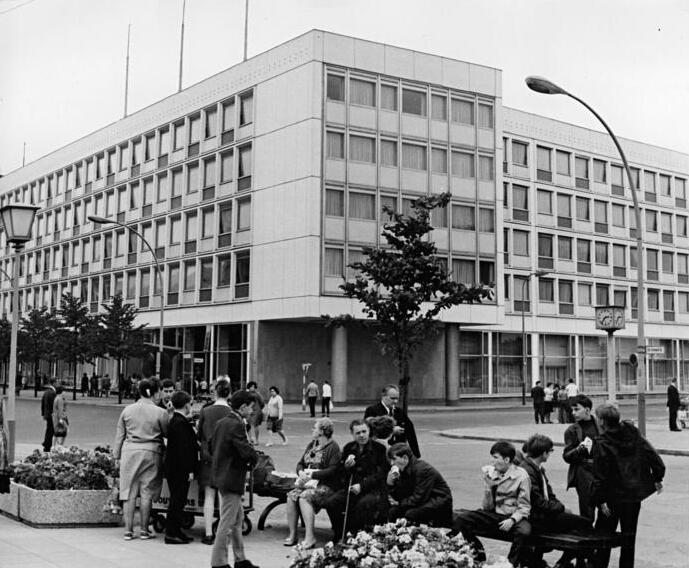
Sitz des Ministeriums für Volksbildung, 1969

Das Gebäude wurde 1963–1964 nach Plänen von Manfred Hörner, Hannelore Köhler und Eberhard Mueller als Sitz des Ministeriums für Volksbildung der DDR errichtet. Der Bau mit seiner nüchternen Rasterfassade war einer der ersten Versuche in der DDR, vorgefertigte Montageelemente zu verwenden. Teilweise war er mit Platten aus Meißner Keramik verblendet. Die Betonbrüstung des Obergeschosses war mit Glasmosaik belegt.
Nach der deutschen Wiedervereinigung besorgte das Architekturbüro Gehrmann Consult & Partner von 1993 bis 1994 eine Grundsanierung, bei der vom alten Gebäude lediglich die Stahlbeton-Skelettkonstruktion erhalten blieb. Bei der Außengestaltung des nun mit Schönbrunner Sandstein verkleideten Gebäudes bediente man sich postmoderner Stilelemente. Im Inneren bietet das Haus Platz für Büros von Bundestagsabgeordneten, im Erdgeschoss befindet sich eine Ladenzeile.

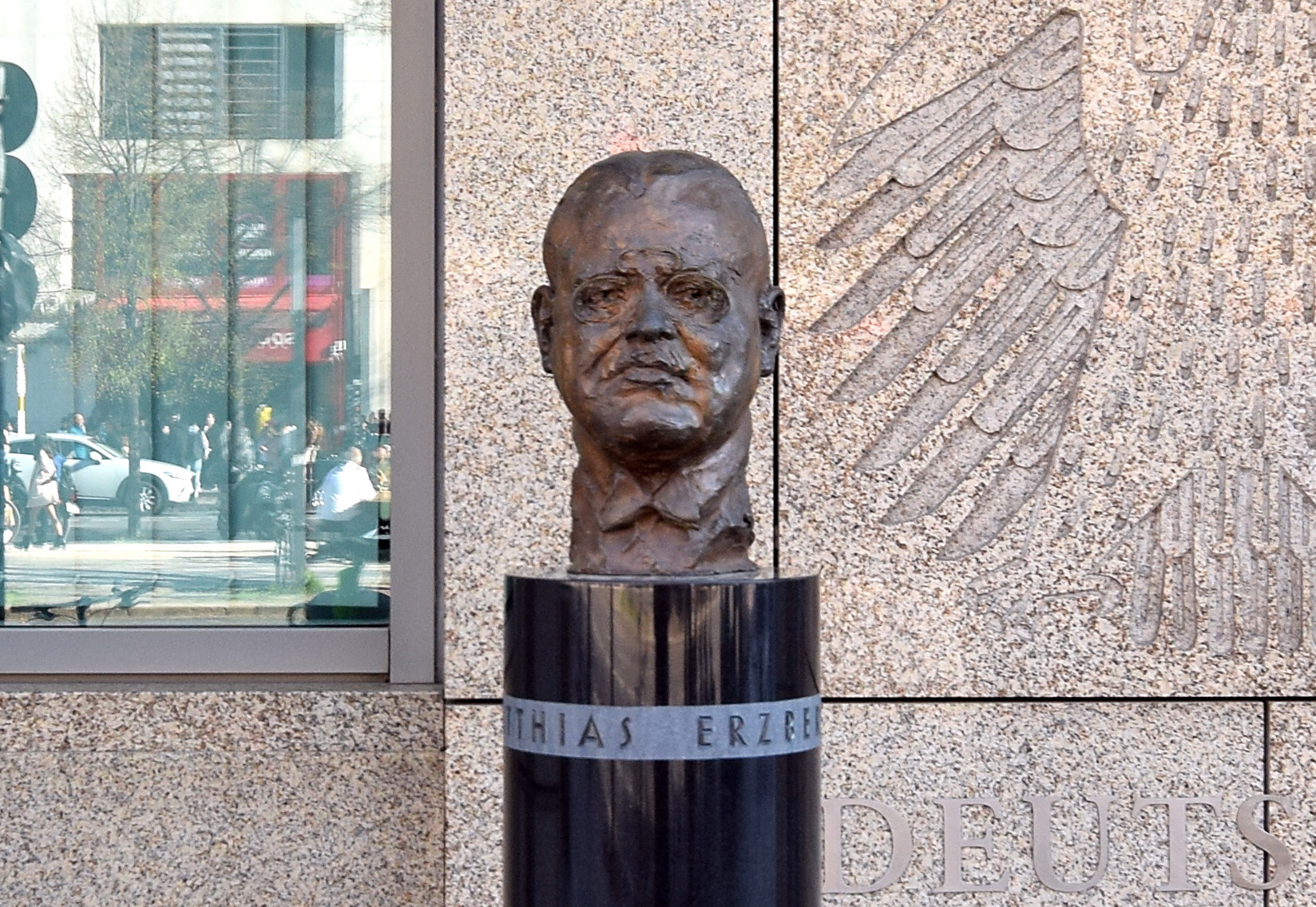
Portraitbüste Matthias Erzberger

Am 23. März 2017 gab Bundestagspräsident Norbert Lammert bekannt, dass der Ältestenrat beschlossen habe, das bis dahin nach seiner Adresse Unter den Linden 71 bezeichnete Gebäude in „Matthias-Erzberger-Haus“ umzubenennen. Gewürdigt wurden damit die Verdienste des Zentrumspolitikers, der es 1918 auf sich genommen hatte, den Waffenstillstand von Compiègne zu unterzeichnen, und dieses Pflichtbewusstsein 1921 als Opfer eines rechtsterroristischen Mordanschlags mit seinem Leben bezahlen musste. 2021, einhundert Jahre nach Erzbergers Ermordung, wurde vor dem Gebäude eine vom Künstler Bertrand Freiesleben geschaffene Porträtbüste des Politikers aufgestellt.
Sowohl Helmut Kohl als auch Angela Merkel hatten hier ihre Büros als Altkanzler.